# 오스트쿠스트선
오스트쿠스트선(스웨덴어: Ostkustbanan)은 스웨덴 스톡홀름에서 시작해 웁살라와 예블레를 경유 순스발까지 이어지는 철도 노선이다.

## 역사
오스트쿠스트 선은 예블레와 헤르뇌산드 사이의 철도 노선으로 시작하였다. 이 노선은 안드레아스 라예르그렌(Andreas Lagergren)이 주도하여 사철 노선으로 1927년 10월 31일 개통하였다. 이후 국유화되면서 과거 노라 스탐바난과 웁살라-예블레 철도가 포함되었으며, 순스발에서 헤르뇌산드 경유 롱셀레로 가는 철도 노선은 오달스 선으로 분리되었다.
1906년-1907년 시험적으로 전철화되었고, 1934년 전 구간 전철화되었다. 1906년부터 스톡홀름-웁살라 구간은 복선이었고, X 2000 열차를 도입하면서 1970년대부터 점진적으로 직선화 공사가 이루어졌다. 1996년 알란다 선을 착공하면서 스톡홀름-스카브스타뷔 간은 복복선으로 확장되었고 시속 200km로 증속되었다.

## 영업

### 스톡홀름 - 톰테보다
스톡홀름 근처는 열차가 자주 운행한다. 스톡홀름 C 주변은 복복선이나 삼복선으로 노선이 설치되어 있다. 스톡홀름 C-카를베리 간은 통근 열차를 포함하여 1시간당 60회 열차가 운행한다. 스톡홀름 C의 통근 열차용 승강장에서 평면 교차 없이 운행할 수 있는 터널이 있다.

### 톰테보다 - 웁살라
톰테보다-스카브스타뷔 간은 복복선이다. 스카브스타뷔 분기에서는 우블란드스 베스뷔로 가는 노선과 알란다 공항으로 가는 알란다 선이 분기한다. 알란다 선은 이후 크니브스타 남쪽의 뮈르바켄에서 합류한다. 스카브스타뷔 이후부터는 복선으로 선로 수가 줄어든다.
웁살라-뮈르바켄 간은 교통량이 많아서 평면 교차를 입체화하고 웁살라 역의 승강장 수를 확장하였다.

### 웁살라 - 예블레
웁살라-예블레 간은 복선이며, 감라 웁살라와 푸루비크 근처는 단선이다. 복선화 공사는 1992년-1997년 사이에 완공되었다. 감라 웁살라의 남부와 엘브카를레외 북부는 2003년-2005년에 복선화되었다. 이전 노선도 직선 노선이었기 때문에 복선화 공사를 위하여 병행하는 노선을 하나 더 설치하였다.
잔여 구간의 복선화 공사는 2015년 주변에 착공할 예정이다. 푸루비크 근처는 새로운 노선으로 건설되고, 감라 웁살라 구간은 터널로 지난다.
스톡홀름-순스발 간 X 2000 열차, 노를란드로 가는 장거리 열차, 우플란드스 베스뷔-예블레 간 웁토게트, 스톡홀름-웁살라 통근 열차, 메르스타-스톡홀름-쇠데르텔리에 간 스톡홀름 통근 열차, 알란다 익스프레스 등이 운행한다.

### 예블레 - 순스발

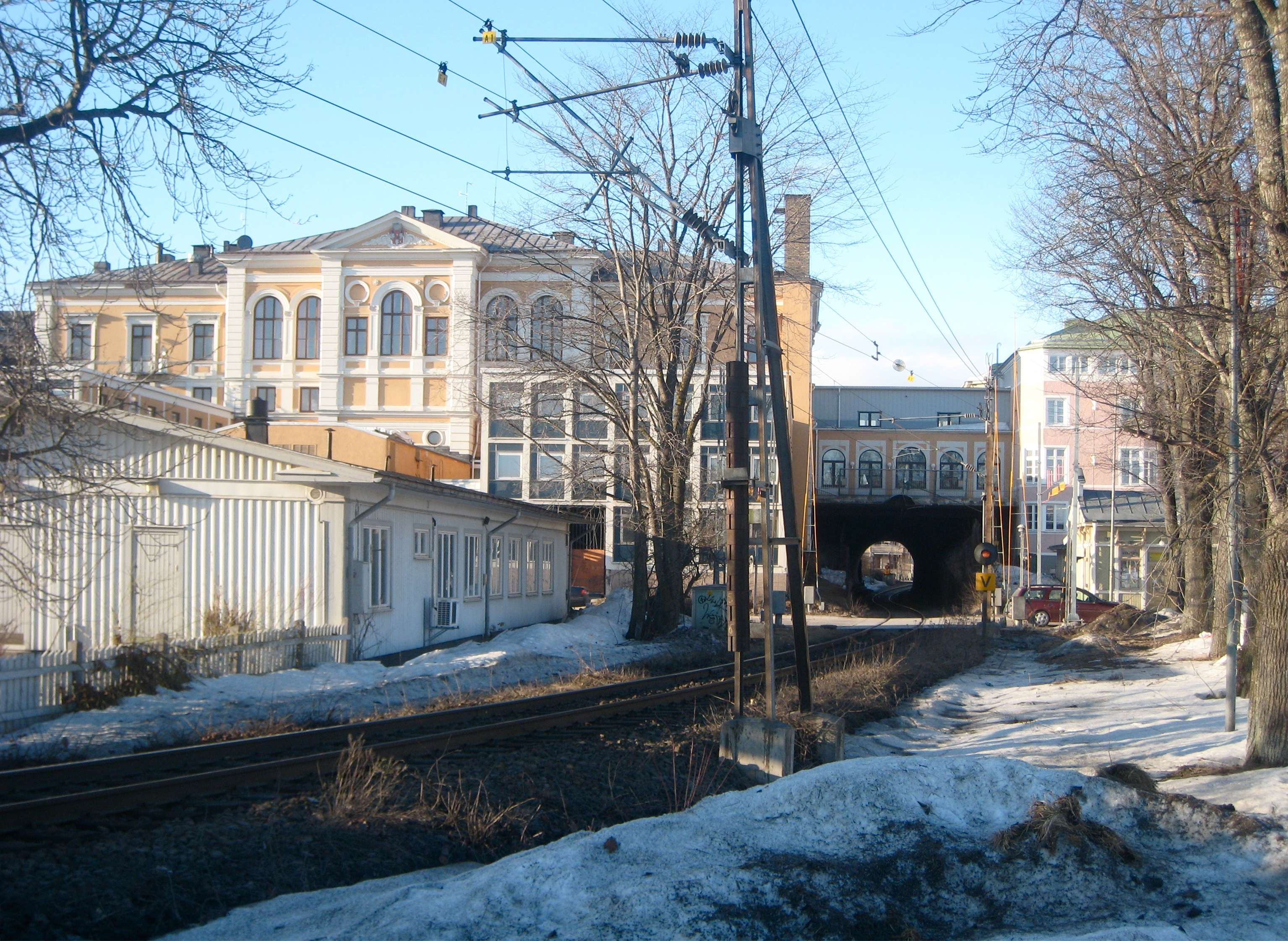
후딕스발 근처 노선

예블레 북쪽은 단선이지만 직선화 공사가 진행되었다. 길이 3850m인 노랄라 터널이 이 구간에 속해 있다. 1990년대에 대부분 공사가 이루어져서 시속 200km급으로 증속되었다. 장기적으로 복선화가 예정되어 있다.

## 참조
1. ↑  http://www.banverket.se/sv/Amnen/Aktuella-projekt/Projekt/1869/Gamla-Uppsala.aspx Banverket Gamla Uppsala